# Proteína dissulfeto isomerase
A Proteína Dissulfeto Isomerase (PDI) é uma enzima eucariótica, com aproximadamente 510 resíduos, que está localizada no retículo endoplasmático. Neste local, as que possuem dissulfeto em sua estrutura dobram-se e sofrem processamento pós-traducional. A PDI é uma proteína acessória responsável por ajudar o dobramento de polipeptídeos em suas conformações nativas e na montagem de estruturas quaternárias.

## Função
A PDI na forma reduzida é responsável por catalisar reações de troca de dissulfeto, colaborando assim com a troca aleatória das ligações dissulfeto nas proteínas até que alcancem seus pares dissulfetos nativos. Além disso, a PDI também tem o papel de facilitar o dobramento correto dessas proteínas que desnaturam na ausência de ligações dissulfeto ativas.

## Composição
A PDI possui quatro domínios com cerca de 100 resíduos que estão organizados do N-terminal ao C-terminal como a-b-b’-a’ (os domínios a e a’ são homólogos, 30% idênticos em sequência). Eles também são homólogos a uma proteína de distribuição ubíqua que contém dissulfeto e participa de reações de oxidorredução, a tiorredoxina e, consequentemente, pertencem à superfamília da tiorredoxina.
William Lennarz e Hermann Schindelin determinaram a estrutura de raio X da PDI de levedura, revelando que ela adota um formato de U. Nesta, os átomos de S da Cys N-terminal do sítio ativo dos domínios a e a’ estão de frente um para o outro no topo do U. Estes domínios possuem dobramentos semelhantes um ao outro e aos outros membros da superfamília da tiorredoxina.
Os domínios b e b’ não apresentam similaridade de sequência significativa com os domínios a e a’ ou um com o outro, porém eles também assumem o dobramento da tiorredoxina. No entanto, os domínios b e b’ carecem de resíduos Cys e, por isso, não podem participar diretamente na reação catalítica.
A parte interna da estrutura em U possui uma superfície hidrofóbica contínua que também envolve os sítios ativos a e a’. Essa superfície hidrofóbica parece possuir papel essencial para a ligação da proteína com seus substratos, que podem estar parcialmente ou totalmente desdobradas, com conseqüente exposição dos grupos hidrofóbicos. Além disso, sua superfície hidrofóbica favorece o correto dobramento de seus substratos. A catálise eficiente do rearranjo das ligações dissulfetos requer que a PDI reduzida esteja intacta, dessa forma sugerindo que os dois sítios ativos atuam em conjunto. A reação de isomerase é conduzida pela liberação da tensão conformacional da proteína substrato desdobrada a medida que ela dobra-se em sua conformação nativa.
Em proteínas nativas, as ligações dissulfeto estão normalmente escondidas e frequentemente ocorrem em meio hidrofóbico. De fato, é provável que o ocultamento do par correto dos resíduos de Cys em uma proteína nativa encerre a ação da PDI. Entretanto, os átomos de S localizados na extremidade N-terminal dos sítios ativosa e a’ da PDI estão expostos na superfície da proteína. Embora suas ligações dissulfeto quase sempre estabilizem as proteínas e normalmente sejam não reativas, a e a’ oxidadas são menos estáveis que as suas formas reduzidas e, por isso tem uma ligação dissulfeto altamente reativa, isto é, extremamente oxidante. Isso permite à PDI introduzir ligações dissulfeto diretamente no polipeptídeo recém-sintetizado e, assim, reduzi-lo por um mecanismo de troca de dissulfeto. Para que esse processo continue, a PDI reduzida deve ser reoxidada (ter suas ligações dissulfeto novamente formadas) por agentes oxidantes celulares.

## Referência
Voet, Donald. Bioquímica / Donald Voet, Judith G. Voet; [tradução: Ana Beatriz Gorini da Veiga... et al.]; revisão técnica: Carlos Termignoni... [et al.]. - 4.ed. - Porto Alegre: Artmed, 2013.
1. ↑  Gruber, Christian W.; Čemažar, Maša; Heras, Begoña; Martin, Jennifer L.; Craik, David J. (agosto de 2006). «Protein disulfide isomerase: the structure of oxidative folding». Trends in Biochemical Sciences. 31 (8): 455–464. ISSN 0968-0004. doi:10.1016/j.tibs.2006.06.001
2. ↑  Wilkinson, Bonney; Gilbert, Hiram F (junho de 2004). «Protein disulfide isomerase». Biochimica et Biophysica Acta (BBA) - Proteins and Proteomics. 1699 (1-2): 35–44. ISSN 1570-9639. doi:10.1016/j.bbapap.2004.02.017